# Penei Sewell
Penei Sewell (Malaeimi, 9 ottobre 2000) è un giocatore di football americano samoano americano che milita nel ruolo di offensive tackle per i Detroit Lions della National Football League (NFL).

## Primi anni
Sewell iniziò a giocare a football americano insieme ai suoi tre fratelli da bambino dopo che il padre Gabriel divenne un allenatore di questo sport. Vedendo il potenziale per i suoi figli di arrivare alla National Football League (NFL), Gabriel si trasferì con la famiglia a St. George, Utah nel 2012. Lì, Sewell iniziò a frequentare e a giocare a football alla Desert Hills High School. Da senior, nel 2018, ricevette inviti giocò gli Army All-American e Polynesian Bowls prima di trasferirsi all'Università dell'Oregon per giocare a football al college.

## Carriera universitaria
Sewell divenne immediatamente un titolare durante il suo anno da matricola al college nel 2018. Come partente disputò 7 partite, perdendone sei a causa di un infortunio. Tornò come titolare nel 2019 e vinse il Morris Trophy e l'Outland Trophy. Inoltre, lui e l'ex quarterback di Alabama Tua Tagovailoa furono selezionati come co-vincitori del premio di giocatore di college football polinesiano dell'anno.
Sewell rinunciò alla stagione 2020 a causa della pandemia di COVID-19 e dichiarò in anticipo la sua eleggibilità per il Draft NFL 2021 dove era considerato una potenziale scelta tra le prime cinque del primo giro.
Vittorie e premi
- Outland Trophy (2019)
- Morris Trophy (2019)
- Unanimous All-American (2019)
- First team All-Pac-12 (2019)

## Carriera professionistica
Sewell fu scelto come settimo assoluto nel Draft NFL 2021 dai Detroit Lions, il primo uomo della linea offensiva chiamato. Debuttò nella gara del primo turno giocando bene nella partita che lo vedeva opposto a defensive end Nick Bosa dei San Francisco 49ers. A fine stagione inserito nella formazione ideale dei rookie dalla Pro Football Writers of America dopo avere disputato 16 partite, tutte come titolare.
Nella settimana 14 della stagione 2022, Sewell ebbe una ricezione da 9 yard nel finale del quarto periodo che diede ai Lions un cruciale primo down nella vittoria per 34–23 sui Minnesota Vikings. A fine fu convocato per il suo primo Pro Bowl al posto di Lane Johnson, impegnato nel Super Bowl LVII, dopo avere disputato tutte le 17 partite come titolare.
Nel 2023 Sewell fu convocato per il suo secondo Pro Bowl e inserito nel First-team All-Pro. I Lions vinsero il loro primo titolo di division dopo trent'anni.
Il 24 aprile 2024 Sewell firmò con i Lions un nuovo contratto quadriennale del valore di 112 milioni di dollari che lo rese L'offensive lineman più pagato della lega. A fine stagione fu convocato per il suo terzo Pro Bowl e inserito nel First-team All-Pro.

## Palmarès
- Convocazioni al Pro Bowl: 3

2022, 2023, 2024
- First-team All-Pro: 2

2023, 2024
- PFWA All-Rookie Team - 2021

## Vita privata
È il fratello di Noah Sewell dei Chicago Bears e di Nephi Sewell dei New Orleans Saints.